# Autunit
Autunit (Ca(UO2)2(PO4)2·10-12H2O) er et gul-grønt fluorescerende mineral med en hårdhed på 2-2½. Det krystalliserer tetragonalt og kan derfor ofte ses som en række sammensatte firkanter.
Som følge af dets høje indhold af uranium er det radioaktivt og anvendes således også som uranmalm. Hvis det udtørrer vil det blive omdannet til meta-autunit-I, der så kan omdannes til meta-autunit-II ved genopvarmning. Disse to varianter er yderst sjældne i naturen. Til brug ved studier anbefales det, at mineralet opbevares i en lufttæt beholder for at minimere fugttabet. En del museer anvender lak for at forhindre dets udtørring.
Det blev fundet i 1852 nær den franske by Autun, som mineralet så efterfølgende er blevet opkaldt efter.
- Wikimedia Commons har flere filer relateret til Autunit